# Habelia
Habelia (лат., от названия горы Habel, ныне Mount des Poilus) — род вымерших хищных членистоногих из семейства Habeliidae отряда Habeliida. Типовой вид Habelia optata открыл в 1912 году Чарлз Дулиттл Уолкотт в Берджес-Шейл в Канаде. Значение видового названия optata не уточнено, вероятно, оно означает «желанная» или «избранная».

## Описание

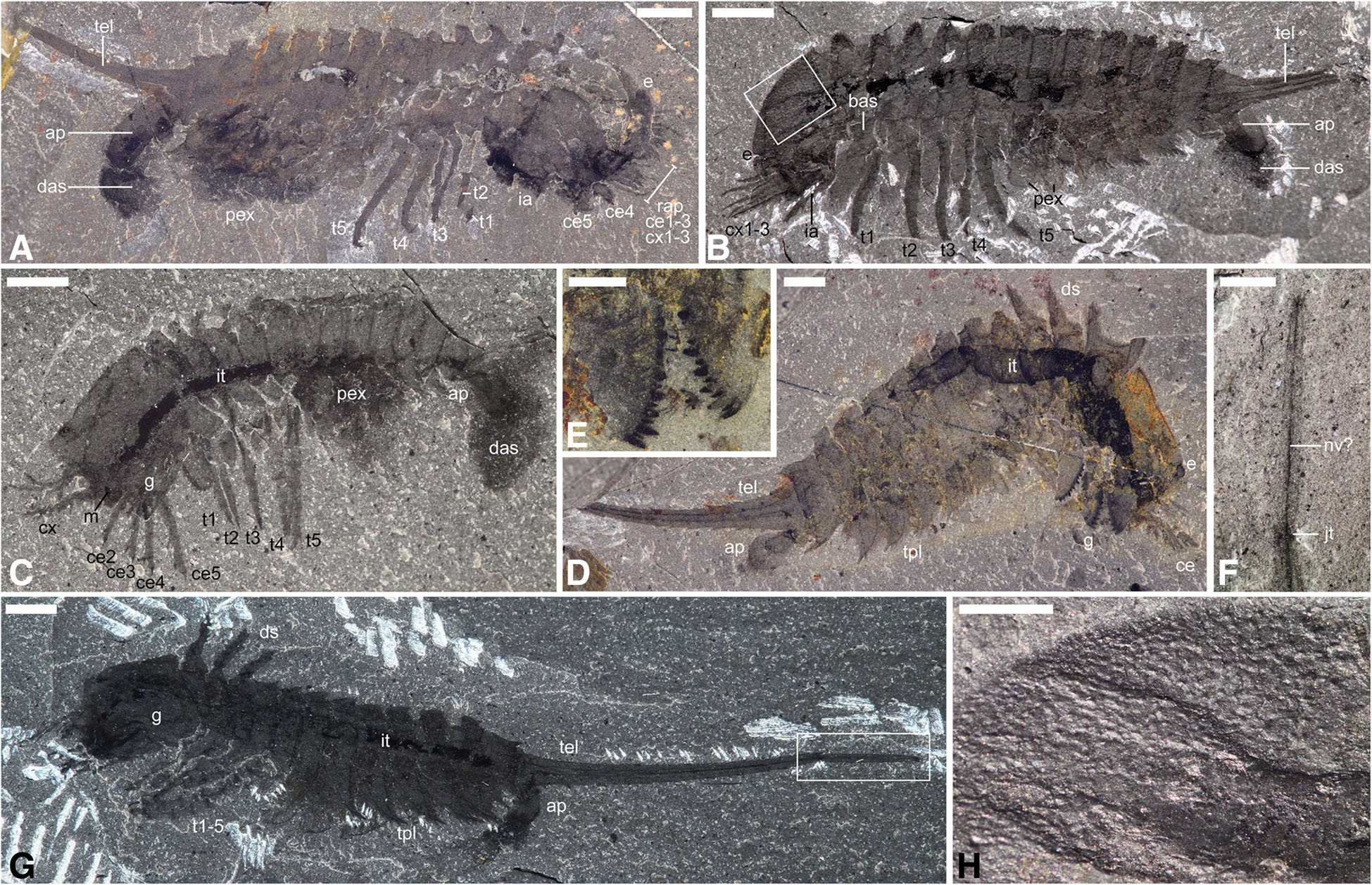
Отпечатки Habelia optata

Habelia жила в морской среде примерно 505 миллионов лет назад. Тело Habelia было покрыто бугорками, состояло из 12 сегментов и заканчивалось хвостовым отростком. Его длина составляла около 41 миллиметра. Включает вид Habelia optata и, возможно, Habelia brevicauda. Систематическое положение рода неясно. Согласно исследованию 2017 года, Habelia образует кладу (отряд) стволовых хелицеровых Habeliida, куда относятся также Sanctacaris, Utahcaris, Wisangocaris и Messorocaris.